# Üveghang
Az üveghang = flageolett a húros hangszereken felhangok létrehozásával képezhető hangzásfajta, illetve hangképzési mód. Fafúvós hangszereken is létrehozható átfújási technikák alkalmazásával.
Hogyha a húros hangszer húrját nem nyomjuk le, csak megérintjük, akkor üveghangok keletkeznek. Ez azt jelenti, hogy a megszokott erős, homogén hang helyett egy magas, sipító hangot hallunk. Ez azért van, mert blokkoljuk a húr alaphangját, viszont a hangmagasság csak akkor változik, ha egy konkrét ponton lenyomjuk a húrt. Azonban nem minden hang helyén van üveghang, csak a húr bizonyos pontjain, például a húr felénél vagy a húr egyharmadánál. Ekkor a húrnak csak egy része vibrál, például ha a felénél fogunk üveghangot, akkor a fele. Szintén ennél a példánál maradva ilyenkor a húr egy oktávval feljebb szól. Ez Püthagorasz felhangrendszer-elméletén alapszik. Ha az üveghangot nem jó helyen, vagy nem eléggé érintjük meg, akkor egy nyekergő, hamis hang fog csak szólni.
Az üveghang-létrehozás másik módja az, hogy az egyik húron rendesen lenyomjuk az ujjunkat, és megérintjük a felette lévő kvartot (ez ugye általában az első és a negyedik ujjra esik, mivel az üres húrt nem lehet használni). Ekkor a lenyomott hang két oktávval felette lévő változata szólal meg, mert a húr ilyenkor négy részre osztódik. Szintén lásd Püthagorasz felhangrendszer-elméletét.
Hasonló módszerek alapján még az is létezik, amikor az első hangot lenyomjuk, és egy tercet érintünk meg felette, ilyenkor a terc két oktávval feljebb lévő változata szól, illetve használhatunk még alap + kvint üveghang-fogást is, ilyenkor a kvint 2 oktávval feljebb szól. Eme két fogás elég ritka.
Az üveghangot általában nehéz eltalálni. Üveghangokat nagyrészt a 19-21. század zenéjében találhatunk. Jelölése: a megszokott kör alakú kottafej helyett üres kottafej (gyémánt alakú), vagy a megszólaltatni kívánt hang felett egy o.

## Külső hivatkozások
http://dictionary.reference.com/browse/Harmonics